# Ulica Andrzeja Frycza Modrzewskiego we Wrocławiu

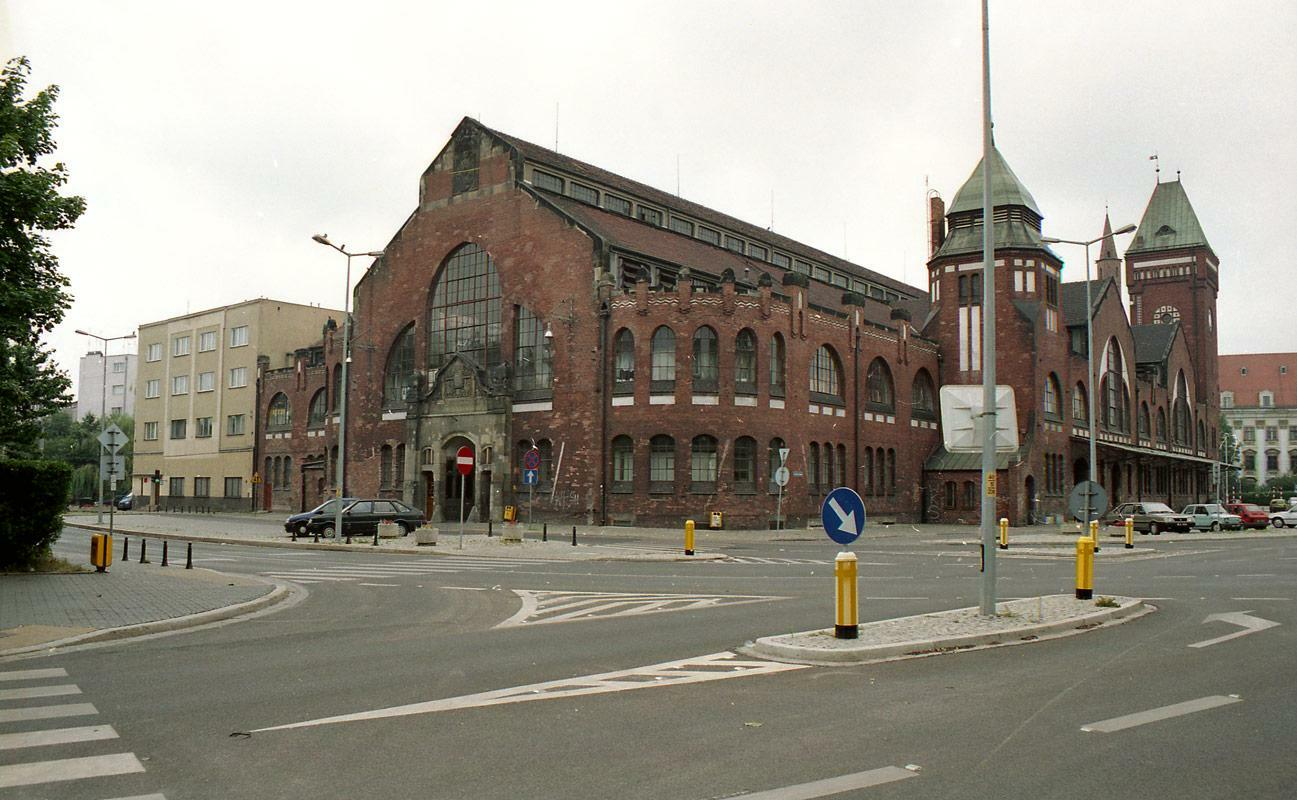
Koniec ulicy.

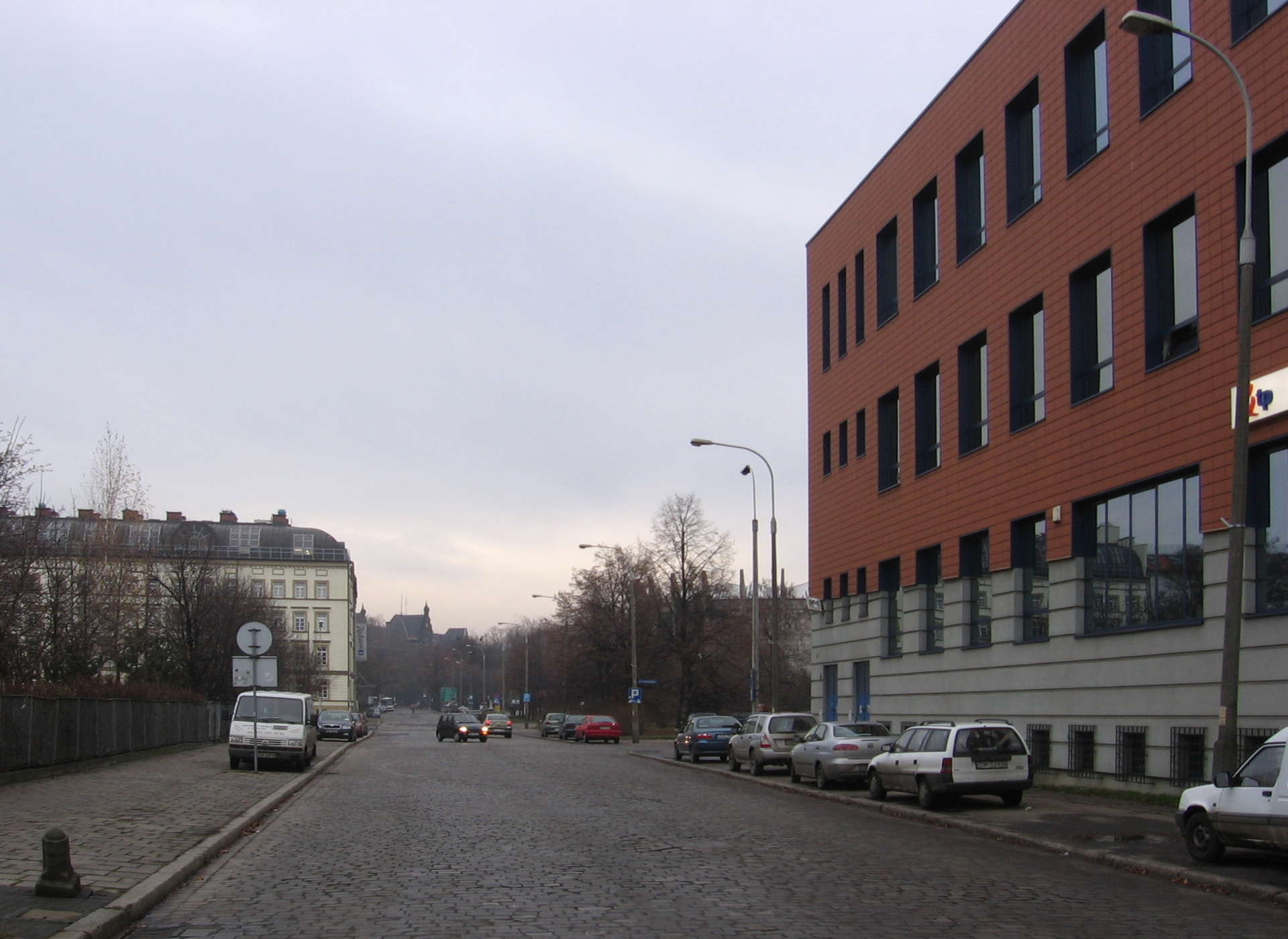
Początek ulicy – ul. J. Purkyniego. ASP i rotunda Panoramy Racławickiej przy skrzyżowaniu z ul. A. F. Modrzewskiego oraz ul. Styki i Kossaka.

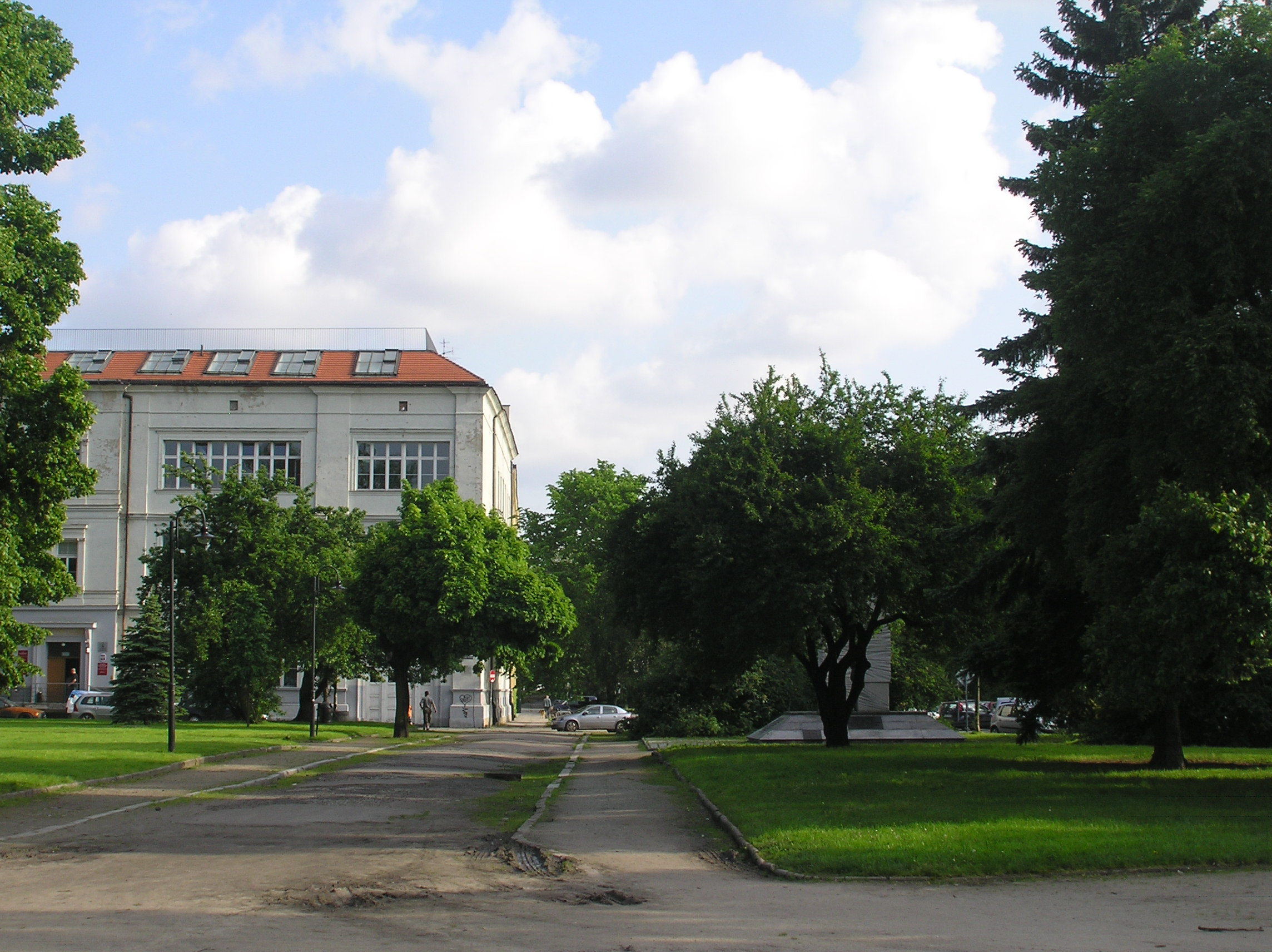
Bulwar, widok w kierunku pl. Polskiego i ul. A. F. Modrzewskiego.

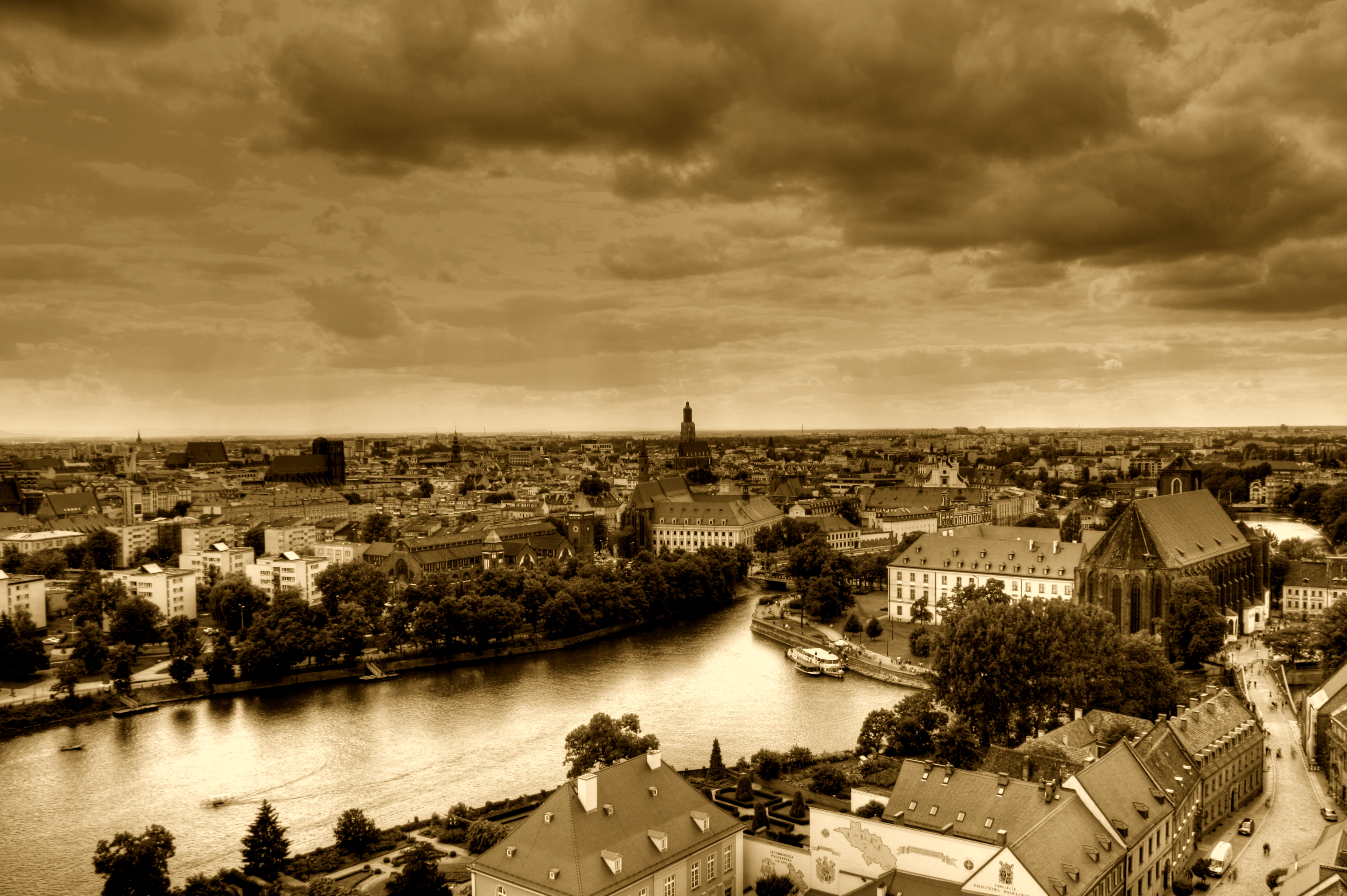
Odra południowa, budynki mieszkalne przy ul. A. F. Modrzewskiego.

Ulica Andrzeja Frycza Modrzewskiego – ulica położona we Wrocławiu na Starym Mieście, w jego części nazywanej Nowym Miastem. Łączy ulicę Jana Ewangelisty Purkyniego i ulicę ana Styki i Wojciecha Kossaka z ulicami Andrzeja Wincentego Kraińskiego i św. Ducha. Ulica ma 270 m długości. Upamiętnia Andrzeja Frycza Modrzewskiego.

## Historia
Pierwotnie ulica biegła do współczesnej Alei Juliusza Słowackiego. W latach 60. XX w. w zawiązku z budową kompleksu rotundy Panoramy Racławickiej, odcinek ten do ulicy Jana Ewangelisty Purkytniego został zlikwidowany. Zachowany fragment do ulicy św. Jana Kapistrana pozostawał nienazwany i stanowił część parkingu przy nowym obiekcie, a pozostała część została wchłonięta przez Park Juliusza Słowackiego. Dopiero w 2010 r. zachowany fragment otrzymał nową nazwę – Ulica Jana Styki i Wojciecha Kossaka we Wrocławiu. Obecnie więc ulica obejmuje tylko odcinek biegnący na północ od ulicy Jana Ewangelisty Purkyniego.
Przy tej ulicy od 1811 do 1845 roku mieściło się ewangelickie seminarium nauczycielskie

## Nazwy
W swojej historii ulica nosiła następujące nazwy:
- współcześnie włączone do ulicy Andrzeja Frycza-Modrzewskiego[11]:
  - Zaułek Drwalski[11]
  - Goldbrücke (nazwa od średniowiecznej)[11]
- Różana, Rossengasse, od połowy XIV wieku[3] (pierwszy zapis 1356 r.[8])
- Polska, odcinek północny[3]
- Seminargasse, od 1824 r. do 1945 r.[3][10]
- Wincentego Kraińskiego, od 1945 r.[6][10][12].

Nazwa ulicy Seminargasse nawiązywała do istniejącego tu ewangelickiego seminarium nauczycielskiego. Współczesna nazwa ulicy została nadana przez Zarząd Miejski i ogłoszona w okólniku z 15.11.1945 r.. Upamiętnia ona Andrzeja Frycza Modrzewskiego, właściwie Andrzej Piotr Modrzewski herbu Jastrzębiec (urodzonego 20 września 1503 r. w Wolborzu, zmarłego 1572 r. w Wolborzu), polskiego pisarza politycznego z okresu renesansu i sekretarza królewskiego.

## Układ drogowy
Do ulicy przypisana jest droga gminna numer 105033D o długości 270 m klasy lokalnej położona na działkach o łącznej powierzchni 4523 m2. Ulica biegnie od ulicy Jana Ewangelisty Purkyniego oraz Jana Styki i Wojciecha Kossaka do ulicy Wincentego Kraińskiego i św. Ducha. W całości objęta jest strefą ograniczenia prędkości do 30 km/h.. Wzdłuż ulicy przebiega kontrapas rowerowy.
Ulice powiązane z ulicą Wincentego Kraińskiego:
- skrzyżowanie:
  - ulica św. Ducha[1][12]
  - ulica Wincentego Kraińskiego[17][18]
  - na północ od wyżej wymienionych ulic: Bulwar Xawerego Dunikowskiego, w ramach Promenady Staromiejskiej[5][19][20]
- deptak: bulwar X. Dunikowskiego w ramach Promenady Staromiejskiej[19]
- skrzyżowanie:
  - plac Polski[21]
  - parking (włączenie do drogi publicznej)
- skrzyżowanie:
  - ulica Jana Styki i Wojciecha Kossaka[9]
  - ulica Jana Ewangelisty Purkyniego[1][22].

## Zabudowa i zagospodarowanie
Południowa i zachodnia strona ulicy obejmuje parking, szkołę przy ulicy Wincentego Kraińskiego 1 (w różnych okresach była to szkoła: podstawowa – nr 104 imienia Marii Konopnickiej, nr 29 imienia Konstytucji 3 Maja, lub gimnazjum – nr 29) i znajdującą się na północ od szkoły znajduje się zabudowa mieszkalna przy ulicy Wincentego Kraińskiego 3 i 5 oraz ulicy Andrzeja Frycza-Modrzewskiego 12 i 14. Pomiędzy zabudową planowany jest skwer.
Ulica położona jest w obszarze znajdującym się na wysokości bezwzględnej pomiędzy 117,5 a 118,5 m n.p.m.. Teren po wschodniej stronie ulicy jest objęty rejonem statystycznym nr 933170, w którym gęstość zaludnienia wynosiła 6389 osób/km² przy 493 osobach zameldowanych, natomiast teren po stronie zachodniej objęty jest rejonem statystycznym nr 933180  w którym gęstość zaludnienia wynosiła 60 osób/km² przy 19 osobach zameldowanych (według stanu na dzień 31.12.2018 r..
Na północ od ulicy położony jest Bulwar Xawerego Dunikowskiego, w ramach Promenady Staromiejskiej, biegnący nad brzegiem rzeki Odry, jej głównego ramienia, w miejscu rozdziału Odry Górnej na dwa zasadnicze ramiona – Odrę Północną i Odrę Południową, w ramach Śródmiejskiego Węzła Wodnego.

## Ochrona i zabytki
Obszar, na którym położona jest ulica Wincentego Kraińskiego, podlega ochronie w ramach zespołu urbanistycznego Starego Miasta z XIII–XIX wieku, wpisanego do rejestru zabytków pod nr. rej.: 196 z 15.02.1962 oraz A/1580/212 z 12.05.1967 r.. Inną formą ochrony tych obszarów jest ustanowienie historycznego centrum miasta, w nieco szerszym obszarowo zakresie niż wyżej wskazany zespół urbanistyczny, jako pomnik historii  . Samo miasto włączyło ten obszar jako cenny i wymagający ochrony do Parku Kulturowego "Stare Miasto", który zakłada ochronę krajobrazu kulturowego oraz uporządkowanie, zachowanie i właściwe kształtowanie krajobrazu kulturowego oraz historycznego charakteru najstarszej części miasta .
Przy ulicy i w najbliższym sąsiedztwie znajdują się następujące zabytki i inne obiekty historyczne:
| obiekt, położenie | powstanie, nr rej.                                                                                                   | fotografia |
| --- | --- | ---------- |
| zamknięcie zachodniej osi widokowej | |            |
| Hala Targowa, ulica Piaskowa 17 | lata 1906–1908 (projekt Richard Plüddemann, F. Friese, Heinrich Küster) (1908 r.) A/2659/401/Wm z dnia 13.04.1979 r. |            |
| strona północna | |            |
| Promenada Staromiejska | po 1807 r., projekt 1813 r. (Johann Friedrich Knorr) gez, mpzp                                                       |            |
| strona wschodnia | |            |
| Zespół budynków Wyższej Szkoły Sztuk Plastycznych, obecnie Akademii Sztuk Pięknych, założenia przestrzenne plac Polski 3-4, ulica Andrzeja Frycza-Modrzewskiego 15, 17 | lata 1866-1867, 1891 r. brak ochrony                                                                                 |            |
| Wyższa Szkoła Sztuk Plastycznych, obecnie Akademia Sztuk Pięknych ulica Andrzeja Frycza-Modrzewskiego 15                                                               | 1891 r. brak ochrony                                                                                                 |            |
| Wyższa Szkoła Sztuk Plastycznych, obecnie Akademia Sztuk Pięknych ulica Andrzeja Frycza-Modrzewskiego 17                                                               | 1891 r. brak ochrony                                                                                                 |            |
| Wyższa Szkoła Sztuk Plastycznych – II, obecnie Akademia Sztuk Pięknych – wydziały pl. Polski 3-4                                                                       | 1905 r. brak ochrony                                                                                                 |            |